# Убоже
Убоже (пол. uboże) — постать старопольських вірувань, а саме опікунський домовий дух, що забезпечує достаток. Часто вважається душею одного з померлих предків. Згадується в літературі XV—XVI століть. Є відповідником руського домовика.
Згідно з фрагментом казання XV століття, убожам зоставляли рештки з обіду, особливо в четвер.
Слово «убоже» має корінь -bog- (укр. -баг-), який означає багатство. Виведення «убоже» від «убожіння» є хибним, адже суперечить функції духа.